# شرپینسکی (دهانه)
شرپینسکی یک دهانه برخوردی در ماه‌ است .

## دهانه‌های اقماری
این دهانه ۱ دهانه اقماری دارد.
| Sierpinski | عرض جغرافیایی | طول جغرافیایی | قطر          |
| ---------- | ------------- | ------------- | ------------ |
| Q          | ۲۸.۳° S       | ۱۵۳.۶° E      | ۱۵.۰ کیلومتر |